# EMUI
EMUI(이전 명칭: Emotion UI, 2019년 이후 아너 스마트폰의 경우 Magic UI)는 중국의 기술 기업 화웨이가 개발한 안드로이드 파생 모바일 운영 체제이다. 회사의 스마트폰과 태블릿에 사용된다.
중국 본토 외 지역에서 2020년 이전 출시된 화웨이 기기들은 구글이 안드로이드 배포판으로 인증한 EMUI 버전을 구동하며 구글 플레이와 기타 구글 앱들을 지원한다. 2020년 이후로 중국 본토에서, 그리고 국제적으로는 미국의 제재로 인해 EMUI 장치들은 앱갤러리 등 화웨이가 제공하는 서비스(훙멍)들을 대신 이용한다.

## 특징
화웨이는 자사 스마트폰 중 안드로이드 OS 2.2, 2.3탑재 단말기에서는 MIUI와 유사한 자체 UI를 탑재했지만, 초기에 OS 4.0을 탑재한 단말기는 순정 플랫폼을 탑재하고 있었다. 이후 화웨이는 2012년 하반기에 자사의 독자적인 UI인 이모션 UI를 공개했다. 이 UI의 특징은 순정 안드로이드폰의 달리 앱 서랍이 존재하지 않고, 홈 화면에 다운로드 받은 앱이 추가된다는 특징이 있다. 또한 여러 개의 위젯을 한데 모아 사용자 특유의 위젯을 만들 수 있는 미 위젯(Me Widget)이라는 기능도 있다.

## Huawei 운영체제가 바뀐 이유
화웨이은 2019년부터 3년간 ENUI 안드로이드 운영 체제에서 유사 자사 기종의 UI를 탑재하였으나, 이제는 운영 체제가 바뀌어서 안드로이드 운영제체 버전 4.0 이상은 아예 지원하지 않는 버전으로 되었고, 안드로이드 2.0, 3.0도 운영체제 제외 대상이 되었다. 그리고 소프트웨어 업데이트 버전 4.0 버전은 다소 시간이 걸리거나 업데이트한 후 보안 정책, 운영 체제 및 버전 업그레이드와 수도 없이 많은 업데이트가 있기 때문에 대기 시간 소요가 짧으면 한 시간에서 길면 최장 두 시간 반 정도가 소요되는 터라 안드로이드 운영 체제 4.0은 이제는 운영이 제한적으로 막힌 상태이다.

## 버전 역사
| 버전                  | 안드로이드 버전           | 출시 연도 | 마지막 안정판 |
| --------------------- | ------------------------- | --------- | ------------- |
| Emotion UI 1.x        | 안드로이드 2.3 - 4.3      | 2012      | 1.6           |
| Emotion UI 2.x        | 안드로이드 4.2 - 4.4      | 2013      | 2.3           |
| EMUI 3.x              | 안드로이드 4.4 - 5.1      | 2014      | 3.1           |
| EMUI 4.x              | 안드로이드 마시멜로 (6.0) | 2015      | 4.1           |
| EMUI 5.x              | 안드로이드 누가 (7.x)     | 2016      | 5.1.1         |
| EMUI 8.x              | 안드로이드 오레오 (8.x)   | 2017      | 8.2           |
| EMUI 9.x MagicUI 2.x  | 안드로이드 파이 (9.0)     | 2018      | 9.1           |
| EMUI 10.x MagicUI 3.x | 안드로이드 10 (10.0)      | 2019      | 10.1          |
| EMUI 11.x MagicUI 4.x | 안드로이드 10 (10.0)      | 2020      | 11            |
| EMUI 12.x MagicUI 5.x | 안드로이드 11             | 2021      | 12            |

## 탑재 모델
- 화웨이 어센드 P1
- 화웨이 어센드 D 쿼드
- 화웨이 어센드 D XL
- 화웨이 어센드 P2
- 화웨이 어센드 D2
- 화웨이 어센드 메이트
- 화웨이 어센드 P6
- 화웨이 메이트 50

## 같이 보기
- 화웨이
- 다른 안드로이드 기기 제조사들의 플랫폼
  - 삼성 터치위즈
  - HTC 센스
  - 모토블러 - 모토로라
  - 소니 레이첼 UI
  - 델 스테이지 UI
  - LG 옵티머스 UI
  - 팬택 플럭스
  - KT테크 테이크 UI
  - 샤프 필 UX
  - MIUI
  - NTT도코모 팔레트 UI